# Insignes Deo
Insignes Deo (en español, Singulares [gracias] a Dios) es la sexagésima encíclica del papa León XIII, del 1 de mayo de 1896, en la que, con motivo del milenario del establecimiento de los magiares en las tierras húngaras, se une a la acción de gracias decretada por los obispos de Hungría y recuerda los muchos motivos de agradecimiento a Dios que jalonan la historia del país.

## Antecedentes
El papa siguió con especial atención e interés las vicisitudes de Hungría y los retos que las nuevas circunstancia presentaban a la iglesia de ese país, alentándoles mediante varias cartas a evitar los peligros que algunas medidas legislativas del gobierno liberal podrían suponer para la religión.
El 22 de agosto de 1886, con motivo del tercer centenario de la liberación de Viena de los turcos, les dirige la encíclica Quod multum, en que señala algunos de esos peligros y orienta la labor de los obispos para afrontar esos retos. El 2 de septiembre de 1893, en la encíclica Constanti Hungarorum, el papa señala las cuestiones que deben ser especialmente cuidadas en la atención de los fieles, teniendo en cuenta las medidas legislativas que se han tomado en Hungría: los inconvenientes de los matrimonios mixtos, la educación de la juventud, el mantenimiento de las instituciones de educación superior de la Iglesia,
En esas encíclicas se recuerda siempre la especial benevolencia de la Sede Romana hacia Hungría; esta cuestión queda reflejada con especial detalle y extensión en esta última encíclica, en que se recuerdan las orientaciones pastorales que se han dado en las cartas anteriores, pero sin detallarlas especialmente.

## Contenido
En 1896 se celebraba el milenario del asentamiento del pueblo magiar en las tierras húngaras, el papa se une mediante esta carta a ese aniversario:

Insignes Deo aeterno grates tota Hungaria singularibus cum laetitiis agendas iure vos optimo decrevistis.
Con toda razón habéis decretado que, en toda Hungría, se den especiales y singulares gracias a Dios.

Una acción de gracias, explica el papa, respuesta a los cuidados providentes de Dios de que ha gozado Hungría, y ocasión para recordar -lo que hace en esta encíclica- las bendiciones recibidas. Pero, antes, se refiere a las muestras de cariño filial de los húngaros hacia el papa; y el amor del papa hacia ellos, ya manifestado en las dos cartas que les ha dirigido años anteriores.

### Motivos de acción de gracias
La encíclica se refiere al inicio del cristianismo en Hungría en tiempos del príncipe Geza de la mano de San Adalberto, un proceso de especial relevancia por realizarse cuando se cernía sobre la Iglesia el cisma de oriente y que culminó con San Esteban el primer rey de Hungría. Continúa el papa recogiendo testimonios de los cuidados del Romano Pontífice por Hungría, y de la unidad de los húngaros con Roma. 
Se refiere así al vínculo que refleja la corona que Silvestre II envió como regalo a Esteban, cuando le confirió el título de rey, porque "había difundido mucho la fe" de Cristo. Los romanos pontífices se han mostrado siempre guardianes y defensores de la libertad de Hungría, en este sentido recuerda la ayuda que prestaron ante el peligro turco y, especialmente, el apoyo prestado por Inocencio XI. También, cuando la herejía protestante hacía peligrar la religión en Hungría, Gregorio XIII prestó un servicio al país creando en Roma un colegio para la formación de sacerdotes húngaros, un colegio que luego unió al colegio alemán.  
Testigo de esa unidad con Roma es Juan Hunyadi en el siglo XV, quien

declaró de manera elocuente y bienvenida: "Creo que este país nunca se habría mantenido firme en sus recursos si no se hubiera mantenido firme en su fe". Y mientras él mismo era gobernador del reino, todas las clases en una carta común a Nicolás V proclamaron: "Cualquiera que sea nuestra condición, se debe especialmente al apoyo de Vuestro favor apostólico que nos mantenemos firmes".

Ese mismo afecto y defensa de la religión mostró Matías Corvino, en su lucha contra los husitas de Bohemia. Entre los elogios que la Sede Apostólica ha honrado a Hungría, el papa recuerda el título de Rey Apostólico que Clemente XIII otorgó a María Teresa, reina de Hungría, y a sus sucesores en mismo reino; este título les concede el derecho a llevar delante de ello s la Cruz en procesión pública como un modo de mostrar que la nación húngara y sus reyes se glorían sólo en la Cruz de Nuestro Señor Jesucristo y que en este signo están acostumbrados a luchar siempre por la fe católica y a salir victoriosos.

### Exhortación
Concluye la encíclica exhortando a los obispos, y por medio de ellos a todos los fieles de Hungría, a estar firmes en la fe. Manifiesta su preocupación cuando observa que hay católicos que no practican la fe como debieran; en este sentido les recuerda cómo

en cartas anteriores y pronunciamientos similares, hemos denunciado peligros de los cuales debería protegerse la religión, y hemos propuesto ayudas que conducirían más adecuadamente a su libertad y dignidad. Y como los asuntos civiles no pueden separarse de los religiosos, hemos sido extremadamente diligentes en prestar nuestra atención y ayuda también a los primeros, ya que esto es claramente parte integral de nuestro deber apostólico.

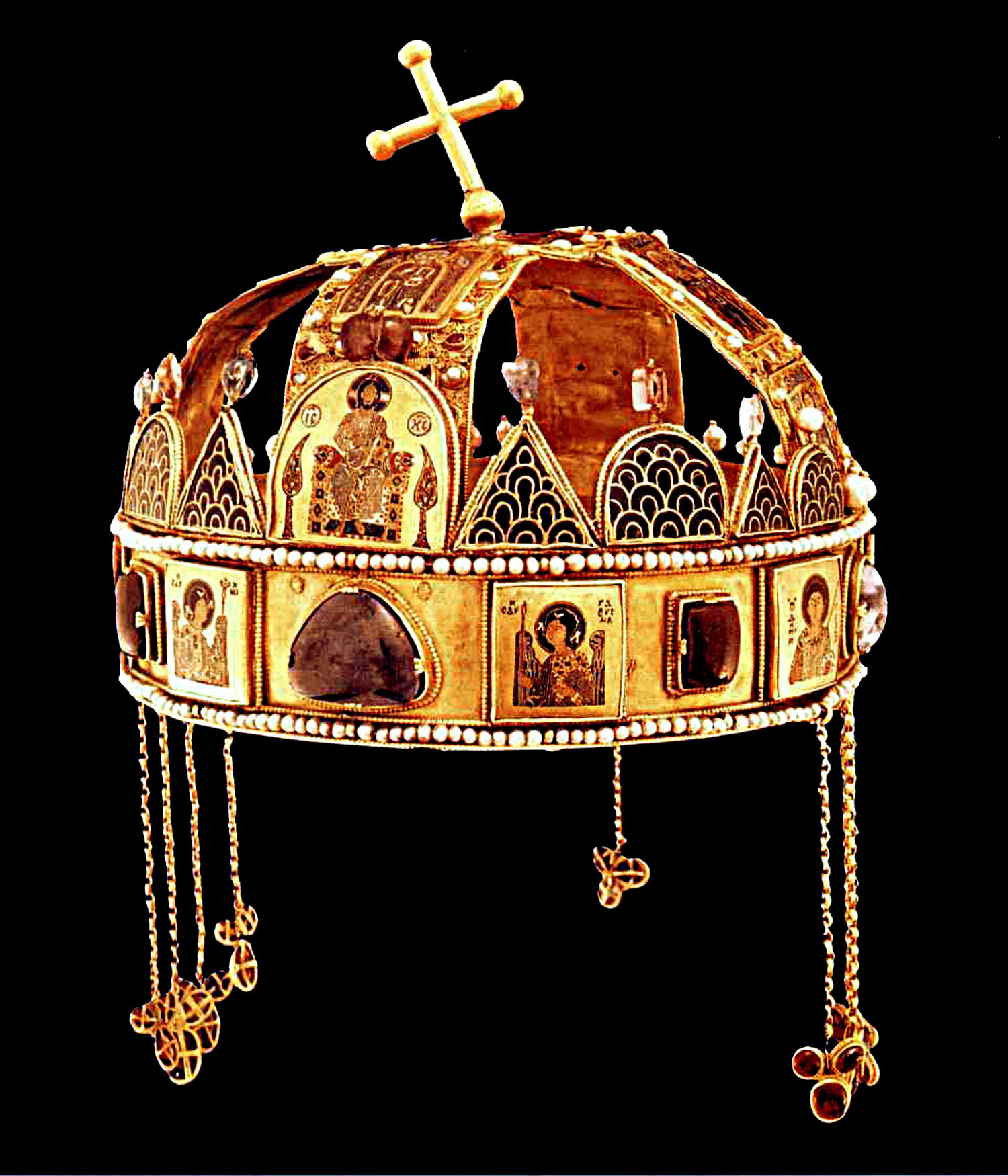
Corona de San Esteban

Considera que esos consejos han contribuido a la seguridad y la prosperidad pública, y confía que esta conmemoración secular del origen de la nación, sea presagio de una consolidación de la alianza del pueblo con la religión ancestral, que beneficiará a toda la sociedad. El papa toma ocasión en la solemne procesión que se realizará con la corona de San Esteban, para que esté presente en la inauguración de la sede del Parlamento (Országház), para expresar confianza en los frutos de estos actos: 

Pero Nosotros anticipamos que de esta ocasión surgirá sin dificultad un doble resultado permanente: primero, que entre la nobleza y el pueblo llano, se fortalecerá la lealtad obediente y fiel a la augusta Casa de Habsburgo Esa Casa siempre ha llevado esta misma corona, que le fue conferida por sus antepasados por propia voluntad. El segundo resultado previsto es que el consiguiente recuerdo de las estrechas relaciones de vuestros antepasados con la Cátedra de Pedro, claramente aprobadas y consagradas por este don papal, puede añadir firmeza y fuerza a esos mismos vínculos.

Finaliza la encíclica poniendo a la nación bajo la protección de la Virgen María y de San Esteban y San Adalberto, patrones de Hungría; y transmitiendo a los obispos, destinarios de la carta, y a toda Hungría la bendición apostólica